# Ege Bamyası
Ege Bamyasi là album phòng thu thứ ba của ban nhạc krautrock Đức, Can, được phát hành nguyên bản dưới dạng LP vào năm 1972 bởi United Artists. Album có đĩa đơn "Spoon", lọt vào bảng xếp hạng Top 10 ở Đức, phần lớn là do nó được sử dụng làm chủ đề của một series phim giật gân truyền hình Đức có tên Das Messer (Cái dao). Thành công của đĩa đơn cho phép Can có thể chuyển sang phòng thu tốt hơn, giúp họ thu âm Ege Bamyası.
Ege Bamyasi được sửa lại dưới dạng đĩa siêu CD vào năm 2004, bao gồm một quyển sách nhỏ với bình luận về album của cựu nhà báo David Stubbs của Melody Maker, cùng với các ảnh độc quyền của ban nhạc. Album nhận được nhiều lời khen ngợi từ các nhà phê bình từ khi được phát hành và được cho là nguồn cảm hứng của nhiều nhạc sĩ khác. Một số nhạc sĩ đã chơi các bản cover của các bài hát từ Ege Bamyasi. Các bản remix từ nhiều bài hát của nhiều nhác sĩ được bao gồm trong album Sacrilege.